# Onthophagus paliceps
Onthophagus paliceps là một loài bọ cánh cứng trong họ Bọ hung (Scarabaeidae).